# NGC 1534
NGC 1534 ist eine Linsenförmige Galaxie vom Hubble-Typ S0/a im Sternbild Netz am Südsternhimmel. Sie ist schätzungsweise 231 Millionen Lichtjahre von der Milchstraße entfernt und hat einen Durchmesser von etwa 80.000 Lichtjahren.
Im selben Himmelsareal befindet sich u. a. die Galaxie NGC 1529.
Das Objekt wurde am 26. Dezember 1834 vom britischen Astronomen John Herschel entdeckt.

## NGC 1534-Gruppe (LGG 110)
| Galaxie   | Alternativname | Entfernung / Mio. Lj |
| --------- | -------------- | -------------------- |
| PGC 14337 | ESO 117-19     | 233                  |
| PGc 14717 | ESO 84-9       | 217                  |
| NGC 1534  | PGC 14547      | 231                  |